# Апитин, Герман Петрович
Герман Петрович Апитин (7 ноября 1919 — 3 сентября 1992, Симферополь) — советский актёр театра и кино, народный артист РСФСР (1976).

## Биография
Герман Петрович Апитин родился 7 ноября 1919 года. В 1939 году был актёром Ярославского театра имени Ф. Волкова. В 1940—1950-х годах жил во Владивостоке и трудился в Приморском краевом драматическом театре им. Горького. В 1950-х годах был актёром Гродненского драматического театра. В 1960-е годы был ведущим актёром Саратовского драматического театра им. Карла Маркса, затем Краснодарского театра драмы, Дагестанского русского театра, Приморского драматического театра.
В 1970-х годах был актёром и режиссёром Душанбинского театра им. Маяковского, затем — актёром Свердловского театра драмы.
В 1984 году был актёром Крымского русского театра.
Умер 3 сентября 1992 года в Симферополе, похоронен на кладбище Абдал.
Герман Петрович обладал чрезвычайно выигрышной внешностью — красивым открытым лицом, статной фигурой, правильной речью, красивым благородным тембром голоса. Такие внешние данные вкупе с большим природным талантом определили его репертуар. Апитин играл преимущественно главные роли, его герои обладали большими положительными качествами, очень нравились зрителю. Однако Апитин был не чужд юмора, исполнял с большим успехом также и характерные роли. В молодости Герман Апитин был буквально любимцем театральной публики г. Владивостока, его знали в лицо и практически всегда узнавали в публичных местах. В 1940—1950-х годах у него было много поклонников, которые организовывали культурные походы в Приморский краевой драматический театр им. Горького «на Апитина».

## Награды и премии
- Заслуженный артист РСФСР (01.09.1955).
- Народный артист РСФСР (16.01.1976).

## Работы в театре

### Свердловский театр драмы
- 1971 — «У времени в плену» А. Штейн (реж. Александр Соколов) — Всеволод
- 1972 — «Миндаугас» Ю. Марцинкявичус (реж. А.Соколов) — Миндаугас
- 1973 — «Ночной переполох» М.-Ж. Соважон (реж. А.Соколов) — Легран
- 1973 — «Перехожу к действиям» Э. Вериго (реж. В. С. Битюцкий) — Скорцени
- 1973 — «Всего дороже» В. Попов, Е. Ленская (реж. А.Соколов) — Збандут
- 1974 — «Борис Годунов» А. Пушкин (реж. А.Соколов) — Борис Годунов
- 1974 — «Своей дорогой» Р. Ибрагимбеков (реж. А.Соколов) — Журавлёв

## Фильмография
- 1964 — Сказка о Мальчише-Кибальчише (нет в титрах)
- 1971 — Освобождение (фильмы 4 и 5 «Битва за Берлин», «Последний штурм») — эпизод
- 1988 — Хлеб — имя существительное — кулак